# Коломнин, Алексей Петрович
Алексей Петрович Коломнин (1848—1900, Санкт-Петербург) — присяжный поверенный, юрисконсульт Государственного дворянского банка, заведующий финансовой частью издательского и книжного дела А. С. Суворина.

## Биография

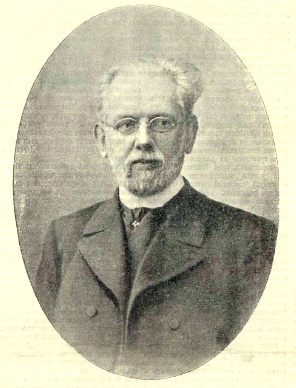
А. П. Коломнин в конце жизни

Родился 13 марта 1848 года[по какому календарю?].  Родители: Петр Афанасьевич Коломнин (1806–1868), управляющий Архангельским и Ростовским отделениями Госбанка Российской империи и Елизавета Даниловна Бабкина (1815–1903), сестра Г.Д. Бабкина.
Учился в Таганрогской классической мужской гимназии, окончив её в 1867 году с золотой медалью.
Автор статей по юридическим вопросам. Заведовал финансовой частью издательского и книжного дела «Нового времени». Был товарищем председателя Литературно-артистического кружка в Петербурге.
Коломнин режиссировал спектакль «Контрабандисты», антисемитская направленность которого тогда была в моде у высшего чиновничества, но уже вышла из моды в кругах интеллигенции. Премьера спектакля завершилась оглушительным скандалом, и вскоре после премьеры 24 ноября 1900 года[по какому календарю?] Коломнин скончался Похоронен в Александро-Невской лавре.

## Семья
- Первая  жена (с 1873 года) — Мария Ивановна Коломнина (урожд. Орфанова), родная сестра второй жены А. С. Суворина.
  - Дочь — Надежда (1874–1950). В замужестве — Лапицкая. После 1920-х годов — в эмиграции во Франции.
  - Дочь — Вера (1875–?), замужем за  А. А. Макаровым, бакинским вице-губернатором. После 1920-х годов — в эмиграции во Франции, похоронена на кладбище Cент-Женевьев-де-Буа. Дочь Веры Алексеевны — княгиня Вера Аполлоновна Оболенская.
- Вторая   жена (с 1877 года) — Александра Алексеевна Коломнина (урожд. Суворина; 1858–1885) — старшая дочь А. С. Суворина, умерла в Ессентуках от диабета[4].
  - Сын — Дмитрий (1878–1945). 1-й брак — Мария Илиодоровна Коломнина (урожд. Горленко, во втором браке — Орлова; 1891–1967). Дочь — Александра Дмитриевна Коломнина (ум. в 1919 году). 2-й брак — Ольга Ивановна Коломнина, дочь И.А. Думбадзе (в первом браке — жена князя Магалова (Магалашвили).  Сын — Григорий Дмитриевич Коломнин. После 1920-х годов Д.А. Коломнин, его первая и вторая супруги, а также дочь Александра и сын Григорий — в эмиграции.
  - Сын —  Андрей
- Брат — Павел Петрович Коломнин (1838–1903)[5],  действительный статский советник (1897), служил по министерству финансов[6];
- Сестра  — Вера Петровна (1840–?), замужем за Иваном Николаевичем Арандаренко (1830–1871)[5]
- Брат — Сергей Петрович Коломнин (1842–1886), хирург, профессор хирургии Императорской медико-хирургической академии;
- Сестра  — Мария Петровна, в замужестве Новосельцева (1844–?)[5]
- Брат — Владимир Петрович Коломнин (1845–1915)[5]
- Брат — Александр Петрович Коломнин (1846–?)[5]
- Брат — Пётр Петрович Коломнин (1849–1915) — директор типографии А. С. Суворина.
- Сестра  — Софья Петровна (1851–?), замужем за Григорием Львовичем Райхом[5]
- Сестра  — Елизавета Петровна Коломнина (1852–?)[5]
- Брат — Николай Петрович Коломнин (1863—1918) полковник 18-го гусарского полка, погиб в гражданскую войну[7].